# Zodarion dispar
Zodarion dispar là một loài nhện trong họ Zodariidae.
Loài này thuộc chi Zodarion. Zodarion dispar được J. Denis miêu tả năm 1935.